# Hemibracon crenatus
Hemibracon crenatus är en stekelart som först beskrevs av Brulle 1846.  Hemibracon crenatus ingår i släktet Hemibracon och familjen bracksteklar. Inga underarter finns listade i Catalogue of Life.